# Eustachy January Rylski
Eustachy January Ścibor-Rylski (18. září 1817 Dłużniów – 1899) byl rakouský politik polské národnosti z Haliče, v 2. polovině 19. století poslanec Říšské rady.

## Biografie
Byl šlechticem a politikem.
Byl zvolen na Haličský zemský sněm. Ten ho roku 1870 delegoval i do Říšské rady (celostátní parlament, volený nepřímo zemskými sněmy). 19. září 1870 složil slib. Opětovně byl zemským sněmem do vídeňského parlamentu vyslán roku 1871 za kurii velkostatkářskou. Jeho mandát byl 21. dubna 1873 prohlášen pro dlouhodobou absenci za zaniklý. Uspěl i v prvních přímých volbách roku 1873 za kurii velkostatkářskou v Haliči. Slib složil 5. listopadu 1873. V roce 1873 se uvádí jako rytíř Eustach von Rylski, statkář, bytem Čornolizci. V parlamentu zastupoval Polský klub.